# Serbie, année zéro
Pour plus de détails, voir Fiche technique et Distribution.
Serbie, année zéro est un documentaire franco-yougoslave réalisé par Goran Marković et sorti en 2001.

## Fiche technique
- Titre : Serbie, année zéro
- Réalisation : Goran Marković
- Pays d'origine :  France,  Yougoslavie
- Genre : documentaire
- Durée : 80 minutes

## Distribution
- Goran Marković
- Rade Markovic
- Dragana Martinovic
- Veran Matic
- Olivera Markovic
- Vojin Markovic
- Zorica Moskovlic
- Sophie Duez
- Bernard-Henri Lévy